# 665. grenadirski polk (Wehrmacht)
665. grenadirski polk (izvirno nemško 665. Grenadier-Regiment; kratica 665. GR) je bil pehotni polk Heera v času druge svetovne vojne.

## Zgodovina
Polk je bil ustanovljen 1. aprila 1945 na Slovaškem in dodeljen 182. pehotni diviziji.